# Halvor Egner Granerud
Halvor Egner Granerud (1996. május 29.–) norvég síugró, 2015 óta a síugró-világkupa tagja. A 2020–2021-es síugró világbajnokság és a 2022–23-as négysánc-verseny győztese.

## Pályafutása
Granerud 2015-ben indult először világkupa-versenyen. Az elkövetkezendő években folyamatosan egyre jobb eredményeket ért el, többször zárt a legjobb ötben. A 2019–2020-as szezonban csupán két versenyre kvalifikálta magát és az összetett 61. helyén végzett. A következő, 2020–21-es szezon első versenyén azonban egyből beállította addigi legjobb eredményét és negyedik lett, majd ezt a következő versenyen meg is ismételte. A szezon harmadik versenyén Rukában megszerezte első dobogóját és egyben első győzelmét is, amit utána zsinórban négy másik győzelem is követett, ezzel pedig új norvég rekordot állított fel. Decemberben a sírepülő világbajnokságon is indult, ahol egyéniben ezüst, a norvég csapattal pedig aranyérmes lett. A szezonban összesen tizenegy győzelmet szerzett és ezzel közel 400 pont előnnyel nyerte meg az összetett világkupát. A 2021–2022-es szezonban címvédőként állt rajthoz, de felemás eredményeket szerzett, dobogókat szerzett, viszont közben néhány versenyre még kvalifikálni sem tudta magát. A négysánc-versenyen harmadik lett Kobajasi Rjójú és Marius Lindvik mögött. 
Dédapja a híres norvég író, Thorbjörn Egner.

## Eredményei

### Világkupa
| Szezon  | Összetett | Négysánc | Sírepülés | Raw Air | Willingen Five | Planica 7 | Titisee-Neustadt Five |
| ------- | --------- | -------- | --------- | ------- | -------------- | --------- | --------------------- |
| 2015–16 | –         | 55.      | –         |         |                |           |                       |
| 2016–17 | 42.       | 32.      | 37.       | 45.     |                |           |                       |
| 2017–18 | 20.       | 24.      | 20.       | 22.     | 19.            | 21.       |                       |
| 2018–19 | 15.       | 35.      | 24.       | 37.     | 14.            | 30.       |                       |
| 2019–20 | 61.       | –        | –         | 64.     | –              |           | –                     |
| 2020–21 | 1.        | 4.       | 19.       |         | 1.             | 10.       |                       |
| 2021–22 | 4.        | 3.       | 18.       | 6.      |                | 8.        |                       |

### Győzelmei
| No. | Szezon  | Dátum              | Helyszín               | Sánc                             | Sáncméret |
| --- | ------- | ------------------ | ---------------------- | -------------------------------- | --------- |
| 1.  | 2020–21 | 2020. november 29. | Ruka                   | Rukatunturi HS142                | LH        |
| 2.  | 2020–21 | 2020. december 5.  | Nyizsnyij Tagil        | Tramplin Stork HS134             | LH        |
| 3.  | 2020–21 | 2020. december 6.  | Nyizsnyij Tagil        | Tramplin Stork HS134             | LH        |
| 4.  | 2020–21 | 2020. december 19. | Engelberg              | Gross-Titlis-Schanze HS140       | LH        |
| 5.  | 2020–21 | 2020. december 20. | Engelberg              | Gross-Titlis-Schanze HS140       | LH        |
| 6.  | 2020–21 | 2021. január 10.   | Titisee-Neustadt       | Hochfirstschanze HS142           | LH        |
| 7.  | 2020–21 | 2021. január 30.   | Willingen              | Mühlenkopfschanze HS145          | LH        |
| 8.  | 2020–21 | 2021. január 31.   | Willingen              | Mühlenkopfschanze HS145          | LH        |
| 9.  | 2020–21 | 2021. február 6.   | Klingenthal            | Vogtland Arena HS140             | LH        |
| 10. | 2020–21 | 2021. február 7.   | Klingenthal            | Vogtland Arena HS140             | LH        |
| 11. | 2020–21 | 2021. február 14.  | Zakopane               | Wielka Krokiew HS140             | LH        |
| 12. | 2021–22 | 2021. november 21. | Nyizsnyij Tagil        | Tramplin Stork HS134             | LH        |
| 13. | 2021–22 | 2022. február 27.  | Lahti                  | Salpausselkä HS130               | LH        |
| 14. | 2022–23 | 2022. november 27. | Ruka                   | Rukatunturi HS142                | LH        |
| 15. | 2022–23 | 2022. december 29. | Oberstdorf             | Schattenbergschanze HS137        | LH        |
| 16. | 2022–23 | 2023. január 1.    | Garmisch-Partenkirchen | Große Olympiaschanze HS142       | LH        |
| 17. | 2022–23 | 2023. január 6.    | Bischofshofen          | Paul-Ausserleitner-Schanze HS142 | LH        |
| 18. | 2022–23 | 2023. január 15.   | Zakopane               | Wielka Krokiew HS140             | LH        |
| 19. | 2022–23 | 2023. január 28.   | Bad Mitterndorf        | Kulm HS235                       | FH        |
| 20. | 2022–23 | 2023. január 29.   | Bad Mitterndorf        | Kulm HS235                       | FH        |

### Északisí-világbajnokság
| Év   | Helyszín   | Verseny       | Eredmény |
| ---- | ---------- | ------------- | -------- |
| 2019 | Seefeld    | nagysánc      | 33.      |
| 2019 | Seefeld    | csapatverseny | 5.       |
| 2021 | Oberstdorf | normálsánc    | 4.       |
| 2021 | Oberstdorf | csapatverseny | 2.       |

### Sírepülő-világbajnokság
| Év   | Helyszín | Verseny | Eredmény |
| ---- | -------- | ------- | -------- |
| 2020 | Planica  | egyéni  | 2.       |
| 2020 | Planica  | csapat  | 1.       |